# The Day Before You Came
"The Day Before You Came" är en poplåt, skriven av Benny Andersson och Björn Ulvaeus och inspelad av Abba 1982. Låten sjöngs in av Agnetha Fältskog. Anni-Frid Lyngstad bidrog med körsång.

## Inspelning och videon
Inspelningen av "The Day Before You Came" påbörjades den 20 augusti 1982 och arbetsnamnet på demoinspelningen var "Den lidande fågeln". De enda instrument som förekommer på inspelningen är Benny Anderssons synthesizer och trummaskin, Björn Ulvaeus akustiska gitarr och Åke Sundqvists virveltrumma. Detta kom att bli gruppens allra sista inspelning tillsammans innan deras återförening 2021. Deras sista singel som aktiv grupp var däremot "Under Attack". 

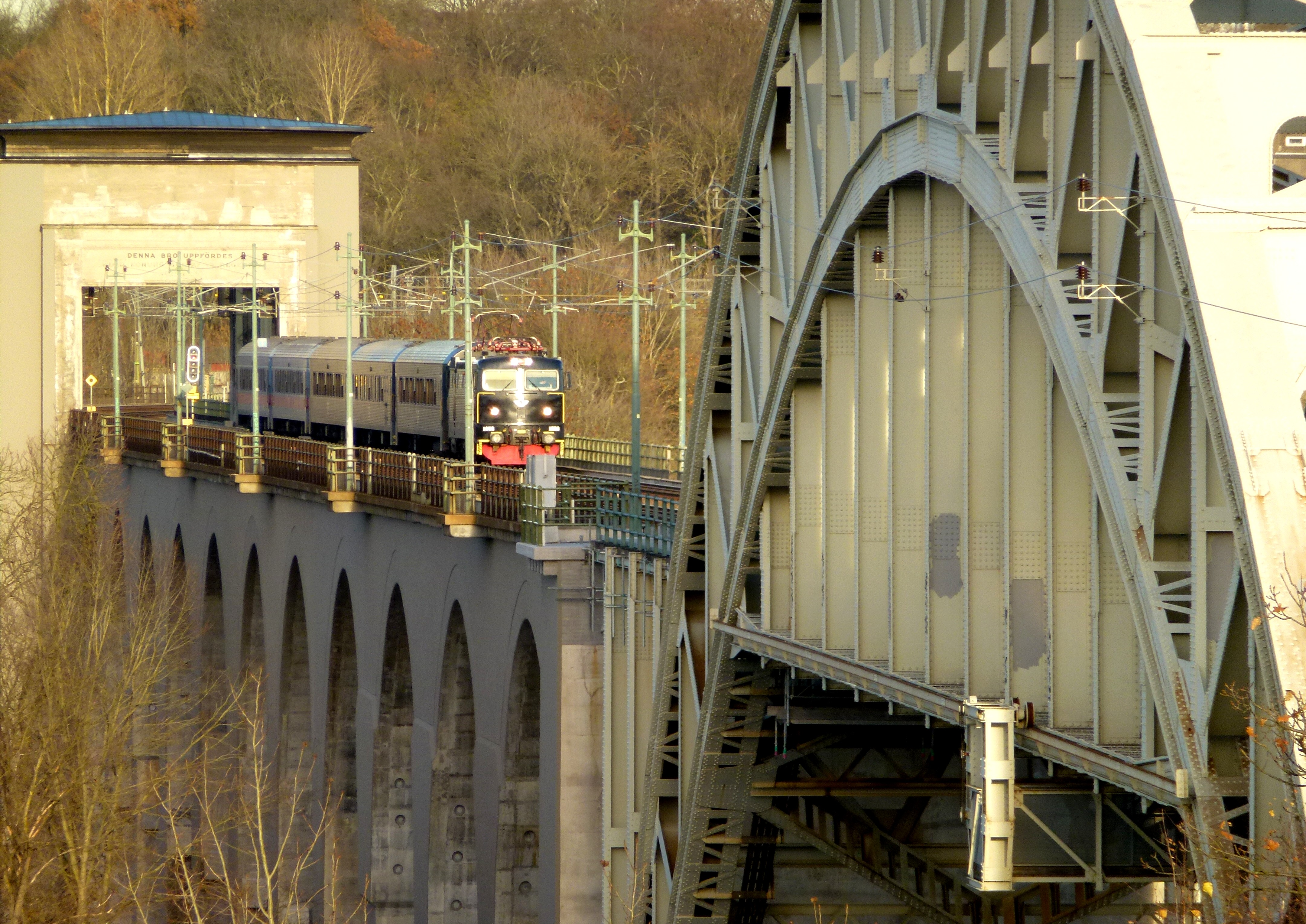
Östra Årstabron.

"The Day Before You Came" är också en av gruppens längsta låtar, då den är nästintill sex minuter lång. Videon spelades in den 21 september 1982 i Stockholm och medverkar gör, förutom Abba skådespelaren Jonas Bergström. Videon regisserades av Kjell Sundvall och Kjell-Åke Andersson. I videon märks en helikopterflygning över Östra Årstabron.

## Singelskivan
Låten släpptes på singel den 18 oktober 1982 och var tillsammans med "Under Attack" de två nya låtarna på gruppens jubileumsskiva The Singles: The First Ten Years, utgiven i november samma år. Singeln lyckades inte ta sig in på den brittiska listans topp 30 och var Abba:s minst framgångsrika skiva där sedan "So Long" 1974. 
| Land              | Nr |
| ----------------- | -- |
| Finland           | 2  |
| Belgien           | 3  |
| Nederländerna     | 3  |
| Sverige           | 3  |
| Schweiz           | 4  |
| Kanada            | 5  |
| Tyskland          | 5  |
| Norge             | 5  |
| Republiken Irland | 12 |
| Zimbabwe          | 14 |
| Mexiko            | 19 |
| Storbritannien    | 32 |
| Frankrike         | 38 |
| Australien        | 48 |

## Coverinspelningar
- Den brittiska syntpopduon Blancmange släppte en coverversion av låten 1984 och singeln klättrade till plats 22 på brittiska singellistan.
- Brittiska Tanita Tikaram gjorde en cover på låten till sitt album The Cappuccino Songs 1998.
- En dansversion med högre tempo släpptes av Abbacadabra under 1990-talet.
- Operasångerskan Anne Sofie von Otter spelade in låten till sitt album I Let the Music Speak.
- Steven Wilson från Porcupine Tree spelade in låten till sin EP Cover Version II.
- Brittiska The Real Tuesday Weld spelade in låten till sitt album Backspin: A Six Degrees 10 Year Anniversary Project.